# Alfonso Font
Alfonso Font est un dessinateur et scénariste espagnol de bande dessinée, né le 28 août 1946 à Barcelone.
Il est considéré comme l'un des maîtres reconnus de la bande dessinée internationale. Il a influencé de nombreux auteurs réalistes espagnols, italiens, et français qui admirent la vivacité de son trait et son admirable gestion de l'encrage en noir et blanc[réf. nécessaire].

## Vie et oeuvre
Alfonso Font naît le 28 août 1946 à Barcelone.
C'est à l'âge de 8 ans, passionné par les aventures de El Hombre Enmascarado, Flash Gordon, Roberto Alcázar y Pedrín (es), Apache, etc, que sa vocation de dessinateur de Bande Dessinée lui devient évidente. Il fait les Beaux Arts, étudie le dessin, la peinture, et commence en parallèle à travailler chez l'éditeur Bruguera.
En 1964, il rentre aux Éditions Toray (es) où il obtient une première commande de BD pour la revue "Hazanas del Oeste". Il dessine pour cette revue, avec au scénario María Victoria Rodoreda Sayol (es), jusqu'en 1970.
Il travaille ensuite pour l'agence Selecciones Ilustradas qui lui confie notamment le dessin d'une série de récits sur les grands criminels publiés dans les pays scandinaves et, à partir de 1973, le dessin de la série Geminis, scénarisée par Carlos Echevarría, qui raconte les aventures de Phil Jackson, un espion britannique durant la première guerre mondiale,. La série Geminis compte huit épisodes de vingt pages. La série est initialement publiée à l'international, en Australie dans Climax Adventure Comics, en Italie, en Argentine et en Allemagne,. Ce n'est qu'ensuite qu'elle est publiée en Espagne, à partir de 1976, dans la revue Spirit (es),. Enfin, en 1981, elle est publiée en France dans la revue L'Écho des savanes. Au final, la série Geminis laisse Alfonso Font épuisé physiquement du fait du rythme du travail et moralement car le principe d'un héros recourant au meurtre et à la torture pour résoudre les difficultés qu'il recontre ne correspond pas du tout aux valeurs qu'il souhaite transmettre à travers ses oeuvres.
C'est aussi au début des années 1970 qu'il est contacté par IPC Magazines, un éditeur de comics anglais, par l'intermédiaire de l'agence Bardon Art, basée à Barcelone, pour dessiner leur nouvelle série Black Max publiée dans l'hebdomadaire Thunder (en). Là encore, il s'agit d'une série sur la première guerre mondiale mais cette fois ci dans l'univers des combats aériens et avec une forte dimension fantastique. Il accepte la proposition et achète des modèles réduits des Sopwith Camel et Fokker Dr.I comme modèles. La série est publiée de 1970 à 1972. Comme cela se pratique beaucoup à l'époque, il ne rencontre jamais ni les scénaristes ni les éditeurs de la série, et estimera plus tard que ne pas avoir rencontré Frank Pepper, le scénariste, est son seul regret concernant son travail sur Black Max.
En 1975, sur les conseils de Víctor Mora, il monte à Paris et se présente aux Éditions Vaillant où il rencontre Patrick Cothias. Ensemble, ils réalisent, de 1975 à 1977, la série Sandberg Père et Fils pour Pif Gadget. Par la suite, toujours pour Pif Gadget, il dessine plusieurs récits d'après Jules Verne puis la série Les Robinsons de la Terre sur un scénario de Roger Lecureux. Les conditions de parution des Robinsons de la Terre qui, initialement, ne reconnaissent pas à Alfonso Font des droits sur la série conduisent alors ce dernier à quitter les Éditions Vaillant, en 1979. A la même période, il travaille pour l'éphémère revue SCOP Magazine où il illustre un texte de Jean-Michel Charlier et réalise ses deux premiers courts récits en tant qu'auteur complet, scénariste et dessinateur.
En 1980, de retour en Espagne, il réalise plusieurs séries de courts récits en tant qu'auteur complet dans des revues du Groupe Selecciones Ilustradas, Historias negras pour Creepy, et Cuentos de un futuro imperfecto pour la revue 1984 (es) où apparaissent pour la première fois ses héros Clarke et Kubrick. Ces séries n'ont jamais été traduites en français. La même année, il publie en Espagne dans la revue La Calle (es) et en France dans l'éphémère revue Virus, les séries Tequila Bang et Silvestre. Il démarre aussi la publication du Comic strip comique Frederico Mendelsshon Bartholdy dans Cimoc. En France, il démarre la série Les Compagnons d'Atlantis sur un scénario de Victor Mora dans la revue Super As, série qui s'arrête aussitôt avec la revue.
En 1982, il entre au conseil de rédaction de la revue Rambla (es). Il y publie les premiers épisodes de Clarke et Kubrick. Mais l'expérience Rambla se termine mal.
Il publie par la suite dans la revue Cimoc des éditions Norma, d'abord la suite des aventures de Clarke et Kubrick, puis les séries Le prisonnier des étoiles en 1982, John Rohner en 1985, et Taxi de 1987 à 1991. Pour Jann Polynesia, il s'inspire de deux lectures, L'Île aux voix de Robert Louis Stevenson et Les terribles Solomon de Jack London. La publication de la série Le prisonnier des étoiles démarre en France dans la revue Circus mais les éditions Glénat, propriétaires de la revue, privilégient une publication en album pour la deuxième partie. Toutefois, faute d'accord avec Alfonso Font, cette seconde partie sera finalement publiée en France par Les Humanoïdes associés.
En 1987, Alfonso Font croise, par hasard, Patrick Cothias au Festival d'Angoulême, et ils décident tous deux de retravailler ensemble. Ces retrouvailles sont à l'origine de la série Alise et les argonautes qui connaîtra une fin prématurée, les éditions Glénat la qualifiant "d'incompréhensible". La série ne sera jamais publiée en Espagne. La même année, Alfonso Font publie la série érotique Carmen Bond dans la revue Humor a Tope (es) des éditions Norma, et commence à publier la série Taxi dans la revue Cimoc, publication qui durera jusqu'en 1991,.
A la fin des années 80, sur proposition d'un éditeur italien, et par l'intermédiaire des éditions Norma, Alfonso Font décide de relancer la série Jann Polynesia. Mais, au moment de publier les nouveaux épisodes, il apparaît que les premiers épisodes ont paru en Italie chez un autre éditeur. Le nouvel éditeur préfère un nouveau personnage, et un compromis est finalement trouvé en changeant simplement de nom, Jann Polynesia devenant John Rohner.
En 1992, à l'occasion des célébrations des cinq cents ans de la découverte de l'Amérique, il participe à la création d'un livre, La epopeya de Chile, consacré à la découverte du Chili pour l'éditeur Planeta DeAgostini.
En 1998, il participe comme dessinateur avec Ewald Fehlau au scénario, à une adaptation en bande dessinée, pour l'éditeur allemand Bastei-Verlag (de), des aventures du chasseur de fantômes, John Sinclair, créé par Jason Dark.
C'est aussi en 1998 qu'il démarre une collaboration, qui dure toujours, avec l'éditeur italien Sergio Bonelli Editore pour le dessin de la série populaire de bande dessinée de western Tex. La première histoire de la série qu'il dessine s'intitule Gli assassini : elle est scénarisée par Mauro Boselli et sera traduite en français sous le titre Les assassins. Il dessinera au total près de 40 épisodes de la série avec au scénario Mauro Boselli, Pasquale Ruju (it), et Giorgio Giusfredi (it). Seuls 4 épisodes font l'objet d'une publication en album en français.
En 2004, il participe, en France, à la renaissance de Pif Gadget en dessinant les aventures de Trelawney, une histoire de corsaires, sur un scénario de Richard Marazano. La publication de la série dans le Pif Gadget s'étalera jusqu'en 2008, et fera l'objet en 2005 d'une édition partielle en un album chez Pif Edition. Et c'est toujours avec Marazano, qu'il crée en 2010 pour Glénat la série Héloïse de Montfort.

## Œuvres publiées

### Périodiques

#### Périodiques espagnols

##### Hazañas del Oeste
Ne sont répertoriés ici que les numéros de la revue dans lesquels Font est intervenu et pour lesquels le nom de l'histoire dessinée est connu. Font a également dessiné dans les nos 60, 61 et 67.
- Justicia en las Tinieblas avec María Victoria Rodoreda (es) (scénariste) dans Hazañas del Oeste no 64, 1964[16].
- ¡Defiendame, Vaquero! avec M.V. Rodoreda (scénariste) dans Hazañas del Oeste no 65, 1964
- El Estafador avec M.V. Rodoreda (scénariste) dans Hazañas del Oeste no 70, 1964
- Un Plan Diabólico avec M.V. Rodoreda (scénariste) dans Hazañas del Oeste no 78, 1965[17]
- Buen Trabajo Hermano avec M.V. Rodoreda (scénariste) dans Hazañas del Oeste no 223, 1970[18]

##### Spirit
- Geminis dans Spirit (es) nos 19 à 26, 1976- [8].

##### Cimoc
- Los Robinsones de la Tierra dans Cimoc nos 15 à 21, 1982
- Sombras dans Cimoc no 20, 1982
- El Prisionero des las Estrellas dans Cimoc nos 22 à 31, 33 et 34, 1982-1983
- Jann Polynesia dans Cimoc nos 59 à 62, 1985

##### Viñetas
- Negras tormentas dans Viñetas (es) nos 5 à 6, 1994 (jamais traduit en français)[a].

#### Périodiques anglo-saxons

##### Thunder
- Black Max (dessinateur) avec Eric Bradbury (dessinateur) et Frank Pepper et Ken Mennell (scénaristes) dans Thunder (en), 1970-1971 (jamais traduit en français)

##### Lion and Thunder
- Black Max (dessinateur) avec Frank Pepper et Ken Mennell (scénaristes) dans Lion and Thunder (en), 1971-1972 (jamais traduit en français)

#### Périodiques français

##### Pif Gadget
- Sandberg Père et Fils, avec Patrick Cothias (scénariste), dans Pif Gadget nos 345, 346, 350, 354, 358, 363, 368, 374, 378, 384, 389, 393, 397, 405, 411 et 413, 1975-1977
- Dégustation de gugusses, avec Jean-Claude Poirier (scénariste), dans Pif Gadget n°399, 1976
- Tom Foot, avec Claude Prothée (Alpha) (scénariste), dans Pif Gadget n°415, 1977
- Les dossiers Mystères : La bête du Gévaudan, avec Bertrand Solet (scénariste), dans Pif Gadget n°485, 1978 (rééd. dans Pif Gadget n°1009, 1988)
- Les dossiers Mystères : Le trésor des templiers dans Pif Gadget n°487, 1978 (rééd. dans Pif Gadget n°1008, 1988)
- Les dossiers Mystères : La conduite de Grenoble dans Pif Gadget n°490, 1978
- Les dossiers Mystères : La légende de la ville d'Ys dans Pif Gadget n°494, 1978 (rééd. dans Pif Gadget n°1010, 1988)
- Les dossiers Mystères : L'enchanteur Merlin dans Pif Gadget n°497, 1978 (rééd. dans Pif Gadget n°1011, 1988)
- Les Robinsons de la Terre, avec Roger Lécureux (scénariste), dans Pif Gadget nos 518, 520, 525, 530, 535, 539, 544, 548, 553, 557, 563, 585, 589, 592, 600, 605, 609, 614, 630, 650, 653 et 672, 1979-1982
- Trelawney avec Richard Marazano (scénariste), dans Pif Gadget nos 1, 2, 6, 9, 12, 15, 20, 31 et 52, 2004-2008

##### Circus
- Le Prisonnier des étoiles dans Circus n°67 à 72, 1983-1984
- Clarke et Kubrick : Le maître de l'univers, dans Circus n°87 à 92, 1985
- Alise et les argonautes : La nuit du président, avec Patrick Cothias (scénariste), dans Circus n°102 à 107, 1986-1987

#### Périodiques allemands

##### Gespenster Geschichten
- Geisterjäger John Sinclair (que l'on peut traduire par "John Sinclair, chasseur de fantômes") dans Gespenster Geschichten (de) nos 1262 à 1266, 1470 à 1474, 1528 à 1532, 1540 à 1544, 1555 à 1559, 1570 à 1574, 1583 à 1587, et 1600 à 1604, 1998 (jamais traduit en français)[19]

### Albums

#### Éditions en français
- Les Robinsons de la Terre (dessinateur), avec Roger Lécureux (scénariste), 1re édition (partielle, 1 tome) Vaillant, 1980, 2e édition (intégrale) Éditions du Taupinambour, 2008 :

1. Tome 1, 2008
2. Tome 2, 2008
3. Tome 3, 2008
4. Tome 4, 2008

- Clarke et Kubrick (scénariste et dessinateur), Glénat, 1985-1986

1. Agents très spatiaux, 1985
2. Les tricheurs, 1985
3. Le Maître de l'Univers, 1986

- Le Prisonnier des étoiles (scénariste et dessinateur), Glénat (tome 1) et Les Humanoïdes Associés (tome 2), 1985-1987 :

1. Le Prisonnier des étoiles, 1985
2. Le Dôme des plaisirs, 1987

- Carmen Bond (scénariste et dessinateur), 1re édition Magic Strip (coll. « Himalaya »), 1987, réédition Tabou (coll. « Himalaya »), 2023 (la réédition par Tabou comporte en plus un récit de 14 pages intitulé Démonika)[15]
- Alise et les Argonautes (dessinateur), avec Patrick Cothias (scénariste), Glénat (coll. « Circus »), 1987-1988 :

1. La nuit du Président, 1987
2. La souris verte, 1988

- Taxi (scénariste et dessinateur), Dargaud (tome 1) et Le Vaisseau d'argent (tomes 2 et 3), 1989-1991 :

1. Le labyrinthe du dragon, 1989
2. Une croisière en enfer, 1990
3. Les dents du requin, 1991

- John Rohner (scénariste et dessinateur), Soleil Productions (tome 1), 1991, et Theloma (tome 2 renuméroté 1), 2004 :

1. Le sang du volcan, 1991 (Prix Haxtur de la meilleure histoire courte)
2. Le marin, 2004

- Bri d'Alban (scénariste et dessinateur), 24x36, 2001
- Tex (dessinateur), 2003-2022[b]
  - Les assassins (Tex Semic - Tome 5), avec Mauro Boselli (scénariste), Semic, 2003
  - Dans les territoires du nord-ouest (Tex Maxi - Tome 5), avec Mauro Boselli (scénariste), Clair de lune (coll. « Encre de Chine »), 2010
  - Wolfman (Une aventure de Tex - Tome 5), avec Pasquale Ruju (scénariste), Éditions Black and White, 2022
  - La dernière mission (Les aventures de Tex - Tome 3), avec Giorgio Giusfredi (scénariste), Fordis (coll. « Colorado »), 2022
- Les Mémoires d'un gentilhomme corsaire. 4 aventures de Trelawney  (dessinateur), avec Richard Marazano (scénariste), Pif éditions, 2005[20]
- Héloïse de Montfort (dessinateur), avec Richard Marazano (scénariste), Glénat (coll. « Vécu »), 2010-2012 :

1. Les 5 Archers du puits aux âmes, 2010
2. Le Pont du diable, 2010
3. Le Spectre du croisé, 2012

- Sandberg Père et Fils (dessinateur), avec Patrick Cothias (scénariste), Éditions du Taupinambour, 2015 :

1. Tome 1, 2015
2. Tome 2, 2015
3. Tome 3, 2015

#### Éditions originales en espagnol (non traduits en français)
- Mano a Mano (scénariste et dessinateur), album collectif avec Carlos Gimenez, Ediciones de la Torre (es), 1979, collection "Papel Vivo" no 6
- Geminis (dessinateur) avec Carlos Echevarría (scénariste), Ediciones de la Torre (es), collection "Papel Vivo"[c]  :
  - Geminis, 1979, collection Papel Vivo no 10
  - Geminis 2 : Doble espia / El monstruo de acero, 1980, collection Papel Vivo no 14
- Tequila Bang (dessinateur) avec Victor Mora (scénariste), Ediciones de la Torre (es), collection "Papel Vivo" :
  - Tequila Bang : Contra el Club Tenax, 1979, collection Papel Vivo no 11[d]
  - Tequila Bang : Huragan en Felicia, 1980, collection Papel Vivo no 15
- Cuentos de un futuro imperfecto (scénariste et dessinateur), Norma Editorial, 1990
- Rohner : La Isla de las voces (scénariste et dessinateur), Norma Editorial, 1992
- La epopeya de Chile (dessinateur) avec Enrique Sánchez Abulí (scénariste), Planeta DeAgostini, 1992
- Privado (scénariste et dessinateur), Norma Editorial, 1995
- Historias negras (scénariste et dessinateur), Glénat España, 2003, réédité par Planeta Cómic en 2017, puis par ECC Ediciones (es) en 2023[21]
- El As Negro (scénariste et dessinateur), Glénat España, 2004
- Federico Mendelssohn Bartholdy, obra completa (scénariste et dessinateur), Glénat España, 2007
- Tormenta sobre España, 1936-1939 (dessinateur), collectif avec Victor Mora, Annie Goetzinger, Victor de la Fuente, Florenci Clavé, Antonio Parras, José Ortiz, Attilio Micheluzzi, Tha, et Jesús Blasco, Glénat España, 2008
- Barcelona al alba (dessinateur) avec Juan Antonio de Blas (scénariste), Glénat España, 2004, réédité par ECC Ediciones (es), 2023[a]
- Aloma : El tesoro del temerario (scénariste et dessinateur), Cartem, 2023 (publication originale en allemand en 2018)
- El Refugio de los sueños perdidos (scénariste et dessinateur), Thule ediciones S. L., 2023

#### Éditions originales en anglais (non traduits en français)
- Black Max (dessinateur) avec Frank Pepper et Ken Mennell (scénaristes), Rebellion Developments/2000 AD, 2018-2024[e].
  - Volume One, 2018 avec Eric Bradbury (dessinateur)
  - Volume Two, 2021
  - Volume Three, 2024

#### Éditions originales en italien (non traduits en français)
- Tex (dessinateur), Sergio Bonelli Editore[b] :
  - La legge del deserto (dessinateur), Almanacco del West no 7, avec Mauro Boselli (scénariste), 2001
  - I lupi rossi, Tex no 523, avec Mauro Boselli (scénariste), 2004
  - I due nemici, Tex no 524, avec Mauro Boselli (scénariste), 2004
  - Giustizia di frontiera, Tex no 525, avec Mauro Boselli (scénariste), 2004
  - Colorado Belle, Tex no 538, avec Mauro Boselli (scénariste), 2005
  - I banditi della città fantasma, Tex no 539, avec Mauro Boselli (scénariste), 2005
  - Morte nella nebbia, Tex no 556, avec Mauro Boselli (scénariste), 2007
  - Uccidete Kit Willer!, Tex no 557, avec Mauro Boselli (scénariste), 2007
  - Terre maledette, Tex no 573, avec Mauro Boselli (scénariste), 2008
  - Tornado!, Tex no 574, avec Mauro Boselli (scénariste), 2008
  - La mano del morto, Tex no 593, avec Mauro Boselli (scénariste), 2010
  - Quel treno a mezzogiorno, Tex no 594, avec Mauro Boselli (scénariste), 2010
  - Deadwood, Tex no 595, avec Mauro Boselli (scénariste), 2010
  - Mezzosangue!, Tex no 621, avec no 760, avec Pasquale Ruju (it) (scénariste), 2012
  - La rivincita di Makua, Tex no 622, avec Pasquale Ruju (scénariste), 2012
  - L'isola della nebbia, Tex no 640, avec Mauro Boselli (scénariste), 2014
  - Giovani assassini, Tex no 641, avec Mauro Boselli (scénariste), 2014
  - Appuntamento con la vendetta, Tex no 642, avec Mauro Boselli (scénariste), 2014
  - Winnipeg!, Tex no 658, avec Mauro Boselli (scénariste), 2015
  - La chiesa sulla collina, Tex no 659, avec Mauro Boselli (scénariste), 2015
  - Intrighi e veleni, Tex no 660, avec Mauro Boselli (scénariste), 2015
  - I difensori di Silver Bow, Tex no 685, avec Pasquale Ruju (scénariste), 2017
  - Teton Pass, Color Tex no 16, avec Mauro Boselli (scénariste), 2019
  - Yukon Race, Tex Magazine no 5, avec Giorgio Giusfredi (it) (scénariste), 2019
  - La tribù dei dannati, Tex no 708, avec Pasquale Ruju (scénariste), 2019
  - La furia di Makua, Tex no 709, avec Pasquale Ruju (scénariste), 2019
  - Scontro finale, Tex no 719, avec Pasquale Ruju (scénariste), 2020
  - Sulla cattiva strada, Tex no 720, avec Pasquale Ruju (scénariste), 2020
  - Fratello di sangue, Tex no 752, avec Giorgio Giusfredi (scénariste), 2023
  - La pattuglia scomparsa, Tex no 760, avec Pasquale Ruju (scénariste), 2024
  - Il gelo e la furia, Tex no 761, avec Pasquale Ruju (scénariste), 2024
  - Il prigioniero di yuma, Tutto Tex no 640, avec Mauro Boselli (scénariste), 2024
- Dylan Dog : Un Patto Diabolico (dessinateur) avec Giovanni Gualdoni (it) (scénariste), Dylan Dog Color Fest no 8, Sergio Bonelli Editore, 2012

## Distinctions
- 1990 : Prix Haxtur de la meilleure histoire courte pour John Rohner : La sangre del volcán
- 1993 : Grand Prix du Salon International de Bande dessinée de Barcelone (es)
- 1996 : Prix Yellow Kid pour l'ensemble de son oeuvre
- 2012 : Prix Haxtur du meilleur dessin pour Tex : I lupi rossi
- 2014 : Prix Haxtur de la meilleure histoire pour Tex : Colorado Belle (avec Mauro Boselli)